# Basellandschaftliche Ueberlandbahn
Die Basellandschaftliche Ueberlandbahn, abgekürzt BUeB, war eine Eisenbahngesellschaft in der Schweiz. Sie war Eigentümer der 1921 eröffneten Bahnstrecke Basel–Pratteln, trat aber nie selbst als Betreiber auf und besass deshalb auch keine eigenen Fahrzeuge. Mit dem Fahrbetrieb beauftragte man die Basler Strassen-Bahn (B.St.B.). Die Gesellschaft fusionierte zum 1. Januar 1974 mit der Birsigthalbahn-Gesellschaft (BTB), der Birseckbahn (BEB) und der Trambahn Basel-Aesch (TBA) zur damals neu gegründeten Baselland Transport AG (BLT). 